# Остапівка (Прилуцький район)
Оста́півка — село в Україні, Чернігівській області, Прилуцькому районі. Входить до складу Варвинської селищної громади.

## Історія
У козацькі часи село належало до Першої Варвинської сотні Прилуцького полку.
У XIX столітті село було центром Остапівської волості Лохвицького повіту Полтавської губернії..
У 1881 році Остапівська волость входила до складу Лохвицького повіту.

## Населення
Станом на 01.01.1911 - у селі Остапівка Гнідинської волості Лохвицького повіту Полтавської губернії проживало 2556 мешканців.
Згідно з переписом УРСР 1989 року чисельність наявного населення становила 703 особи, з яких 291 чоловік та 412 жінок.
За переписом населення України 2001 року в селі мешкало 686 осіб.

### Мова
Розподіл населення за рідною мовою за даними перепису 2001 року:
| Мова       | Відсоток |
| ---------- | -------- |
| українська | 98,71 %  |
| російська  | 1,15 %   |
| білоруська | 0,14 %   |